# Bouwmarkt

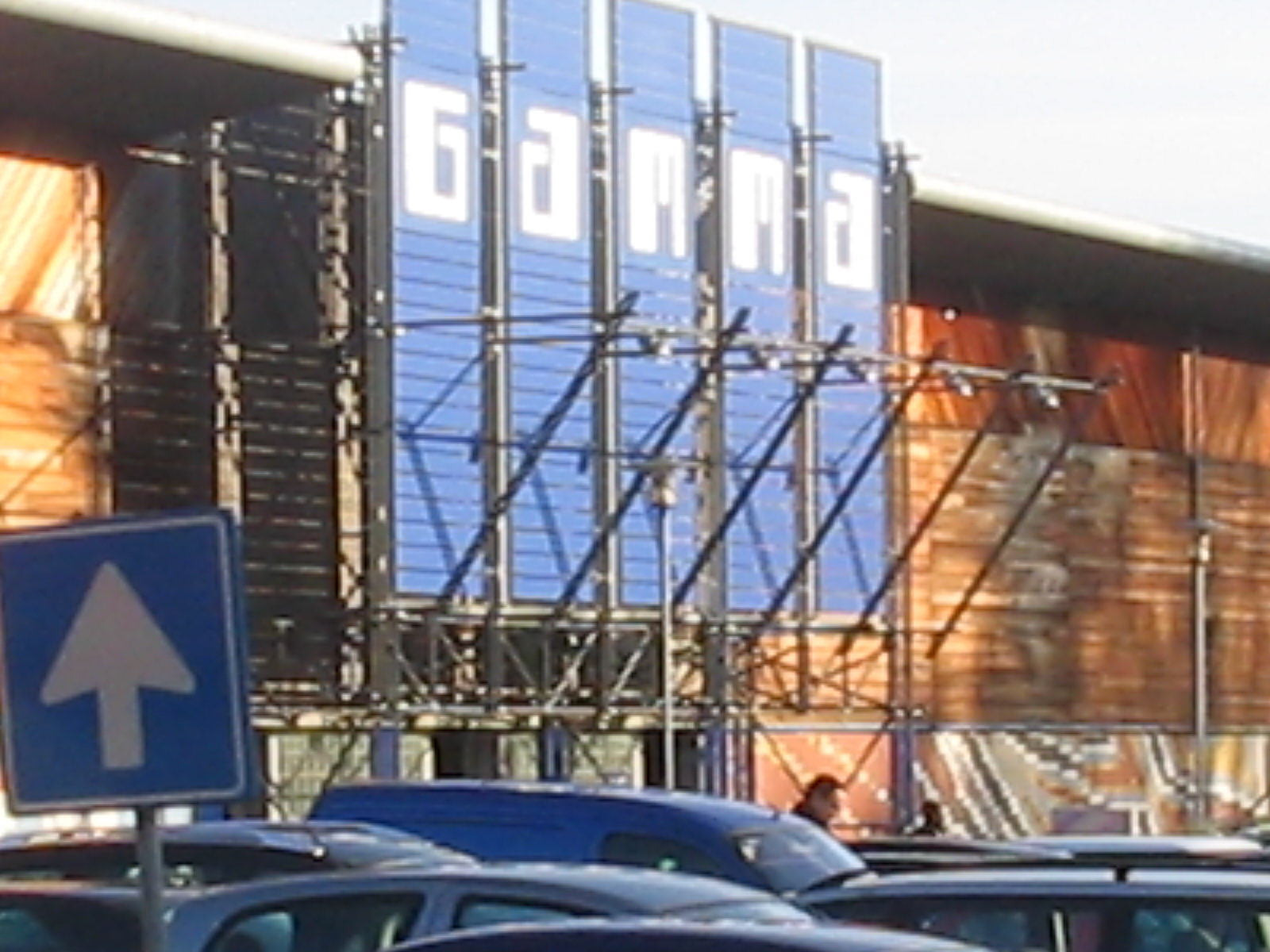
Een bouwmarkt in Delft

Een bouwmarkt is een winkel die hoofdzakelijk doe-het-zelfproducten verkoopt.
De belangrijkste producten van een bouwmarkt zijn:
- Materieel en gereedschap, zoals boren, zagen en schuurmachines.
- Ruwe materialen, zoals hout, verf en schroeven.
- Kant-en-klaarproducten of zelfbouwproducten, zoals kasten die alleen nog maar in elkaar gezet hoeven te worden.
- Verhuur van materieel en gereedschap.

In veel bouwmarkten is alles te koop om een in ruwbouw afgewerkt huis klaar te maken om in te wonen. In grotere bedrijven zijn ook materialen te koop om huizen te bouwen. Vaak worden ook artikelen uit andere doe-het-zelfgebieden, zoals tuin, auto en fiets, aangeboden. Er bestaan ook bouwmarkten met een tuincentrum. Sommigen leveren ook decoratieve artikelen zoals schilderijen, fotobehang, potterie, (klein)meubelen en planten.
In Vlaanderen wordt de term bouwmarkt bijna niet gebruikt. Men spreekt er eerder van een doe-het-zelfzaak.
In Nederland bestonden in 2017 ongeveer 1275 bouwmarkten. Het aantal neemt ondanks een hogere omzet af.

## Bouwmarktketens in Nederland
| Keten    | Aantal filialen |
| -------- | --------------- |
| Bauhaus  | 4               |
| Gamma    | 166             |
| Hornbach | 15              |
| Hubo     | 190             |
| Karwei   | 133             |
| KlusWijs | 35              |
| Praxis   | 184             |

## Bouwmarktketens in België
| Keten | Aantal filialen |
| ----- | --------------- |
| Brico | 144             |
| Gamma | 86              |
| Hubo  | 146             |

## Bouwmarktketens elders
- Leroy Merlin (hoofdkantoor in Frankrijk)